# Piotr Tomaszewski
Piotr Tomaszewski (ur. 31 lipca 1964 w Zielonej Górze) – polski żużlowiec.
Sport żużlowy uprawiał w latach 1983–1986 w barwach klubu Falubaz Zielona Góra. Dwukrotny medalista drużynowych mistrzostw Polski: złoty (1985) oraz brązowy (1984). 
Dwukrotny finalista młodzieżowych indywidualnych mistrzostw Polski (Gniezno 1983 – VII miejsce, Tarnów 1984 – brązowy medal). Finalista młodzieżowych mistrzostw Polski par klubowych (Rybnik 1984 – IV miejsce). Finalista turnieju o "Brązowy Kask" (Ostrów Wielkopolski 1983 – XI miejsce). Finalista turnieju o "Srebrny Kask" (Lublin 1984 – IV miejsce).